# Mortonia latisepala
Mortonia latisepala är en benvedsväxtart som beskrevs av I. M. Johnston. Mortonia latisepala ingår i släktet Mortonia och familjen Celastraceae. Inga underarter finns listade.